# László András (labdarúgó)
László András (Veszprém, 1976. augusztus 16. –) magyar bajnok labdarúgó, hátvéd, edző.

## Pályafutása
1994. november 15-én a Veszprém FC színeiben mutatkozott be az NB II-ben. Ezt követően játszott Balatonfűzfőn és a Jutas Veszprém csapatában. 1996. augusztus 24-én a Siófok FC játékosaként szerepelt először az élvonalban. 1997-ben kölcsönben a Soproni FAC labdarúgója volt. 1999 és 2001 között a Vasas, 2001 és 2004 között ismét a Siófok játékosa volt. A 2004–05-ös idényben a bajnok Debreceni VSC csapatában szerepelt 11 mérkőzésen. 2005-ben a Zalaegerszegi TE, 2006-ban az FC Sopron, 2006–07-ben a Budapest Honvéd, 2007 és 2013 között újra a Siófok, 2013–14-ben a Balatoni Vasas, 2014–15-ben a Balatonlelle SE labdarúgója volt. Az aktív labdarúgást 2015-ben a Siófok játékoskaként fejezte be.
1996 és 2011 között 234 élvonalbeli mérkőzésen szerepelt és öt gólt szerzett.
2014-ben ideiglenesen a Siófok vezetőedzőjeként dolgozott, mikor a korábbi edző Horváth Károly a csapat ügyvezetőjeként folytatta munkáját.

## Sikerei, díjai
Vasas SC
- Magyar kupa
  - döntős: 2000

 Debreceni VSC
- Magyar bajnokság
  - bajnok: 2004–05